# Pharomachrus
Pharomachrus – rodzaj ptaków z rodziny trogonów (Trogonidae).

## Zasięg występowania
Rodzaj obejmuje gatunki występujące w Ameryce.

## Morfologia
Długość ciała 33–36 cm; masa ciała 158–210 g.

## Systematyka

### Etymologia
- Quaxotus: aztecka nazwa Quaxoxoctotol dla pięknego ptaka z dużym dziobem, wielkości gołębia (być może tukan, chociaż Brisson (1760) skojarzył go z kwezalem (Vieillot (1816–1819) uważał to za błędne))[9]. Nomen nudum.
- Pharomachrus: gr. φαρος pharos „płaszcz, peleryna”; μακρος makros „długi”[10].
- Calurus: gr. καλος kalos „piękny”; ουρα oura „ptak”[11]. Gatunek typowy: Trogon pavoninus von Spix, 1824.
- Cosmurus: gr. κοσμος kosmos „ozdoba”; ουρα oura „ogon”[12]. Gatunek typowy: Trogon antisianus d’Orbigny, 1838.
- Antisianus: epitet gatunkowy Trogon antisianus d’Orbigny, 1837; nowołac. Antisianus lub Antisiensis „andyjski, z Andów”, od keczua anti „miedź”, która była tam wydobywana[13]. Gatunek typowy: Trogon antisianus d’Orbigny, 1838.
- Tanypeplus: gr. τανυπεπλος tanupeplos „chodzący w powłóczystej szacie”, od τανυ- tanu- „długi”, od τεινω teinō „rozciągać”; πεπλος peplos „płaszcz, szata”[14]. Gatunek typowy: Trogon pavoninus von Spix, 1824.

### Podział systematyczny
Do rodzaju należą następujące gatunki:
- Pharomachrus mocinno de la Llave, 1832 – kwezal herbowy
- Pharomachrus antisianus (d’Orbigny, 1838) – kwezal czubaty
- Pharomachrus auriceps (Gould, 1842) – kwezal złotogłowy
- Pharomachrus fulgidus (Gould, 1838) – kwezal białosterny
- Pharomachrus pavoninus (von Spix, 1824) – kwezal pawi